# Пригожин Ілля Романович
Пригожин Ілля Романович (25 січня 1917, Москва — 28 травня 2003, Брюссель) — бельгійський хімік єврейського походження. Відомий своїми роботами з дослідження складних, дисипативних систем, самоорганізації та необоротності, що мали вплив на різні галузі науки поза хімією. Лауреат Нобелівської премії з хімії 1977 року. Був іноземним членом академії наук України.

## Біографія
Пригожин народився в Москві за кілька місяців до російської революції 1917 року у єврейській родині. Його батько, Роман (Рувим Абрамович) Пригожин, був інженером-хіміком в Імператорській Московській технічній школі; його мати — Юлія Віхман була піаністкою. Його батьки емігрували спочатку до Німеччини у 1921 році, а потім — до Бельгії в 1929 році, де Пригожин отримав громадянство у 1949 році.
Пригожин вивчав хімію у Вільному університеті Брюсселя, 1941 року закінчив докторантуру, а після війни, в 1950 році став професором.
Оскільки і він, і його перша дружина (нар. Йофе) були записані як православні, їм вдалося уникнути антисемітських репресій під час німецької окупації. Проте в 1943 році його з дружиною заарештували за звинуваченням у зв'язку з Рухом опору, але їх було звільнено завдяки хабару та втручанню королеви-матері.
У 1959 році він також був призначений професором Техаського університету в місті Остіні (США).
У 1961 році одружився вдруге — з польським хіміком Мариною Прокопович. Від 1961 до 1966 року був професором у Чиказькому університеті.
У 1989 році отримав аристократичний титул віконта від короля Бельгії. Також мав ступінь доктора археології.

## Сім'я
- Перша дружина (шлюб 1943 — розлучилися у 1950-ті рр.) — поетеса Олена Йофе (Елен Жофе, Hélène Jofé, 1921—1988), син Ів Пригожин (1945), залишилася у Бельгії після розлучення;
- Друга дружина (шлюб 1961 у США) — хімік Марія Прокопович (Maria Prokopowicz), син Паскаль Пригожин (1970).

## Праці
- Гленсдорф П., Пригожин И. Термодинамическая теория структуры, устойчивости и флуктуаций. — М. : Мир, 1973. — 280 с.
- Николис Г., Пригожин И. Познание сложного. — М. : Мир, 1990. — 358 с.
- Николис Г., Пригожин И. Самоорганизация в неравновесных системах: От диссипативных структур к упорядоченности через флуктуации. — М. : Мир, 1979. — 512 с.
- Пригожин И. Введение в термодинамику необратимых процессов. — М. : ИЛ, 1960. — 150 с.
- Пригожин И. Конец определенности. — Ижевск : РХД, 2001. — 216 с.
- Пригожин И. Молекулярная теория растворов. — М. : Металлургия, 1990. — 344 с.
- Пригожин И. Неравновесная статистическая механика. — М. : Мир, 1964. — 314 с.
- Пригожин И. Определено ли будущее. — Ижевск : ИКИ, 2005. — 240 с.
- Пригожин И. От существующего к возникающему: Время и сложность в физических науках. — М. : Наука, 1985. — 328 с.
- Пригожин И., Дефэй Р. Химическая термодинамика. — Новосибирск : Наука, 1966. — 510 с.
- Пригожин И., Кондепуди Д. Современная термодинамика. От тепловых двигателей до диссипативных структур. — М. : Мир, 2002. — 464 с.
- Пригожин И., Стенгерс И. Время. Хаос. Квант. — М. : Прогресс, 1994. — 266 с.
- Пригожин И., Стенгерс И. Порядок из хаоса. Новый диалог человека с природой. — М. : Прогресс, 1986. — 432 с.